# Urbain Dia Moukouri
Pour les articles homonymes, voir Moukouri.
 (février 2025).
Si vous disposez d'ouvrages ou d'articles de référence ou si vous connaissez des sites web de qualité traitant du thème abordé ici, merci de compléter l'article en donnant les références utiles à sa vérifiabilité et en les liant à la section « Notes et références ».
 (février 2025).
La mise en forme du texte ne suit pas les recommandations de Wikipédia : il faut le « wikifier ».
Les points d'amélioration suivants sont les cas les plus fréquents :
- Les titres sont pré-formatés par le logiciel. Ils ne sont ni en capitales, ni en gras.
- Le texte ne doit pas être écrit en capitales (les noms de famille non plus), ni en gras, ni en italique, ni en « petit »…
- Le gras n'est utilisé que pour surligner le titre de l'article dans l'introduction, une seule fois.
- L'italique est rarement utilisé : mots en langue étrangère, titres d'œuvres, noms de bateaux, etc.
- Les citations ne sont pas en italique mais en corps de texte normal. Elles sont entourées par des guillemets français : « et ».
- Les listes à puces sont à éviter, des paragraphes rédigés étant largement préférés. Les tableaux sont à réserver à la présentation de données structurées (résultats, etc.).
- Les appels de note de bas de page (petits chiffres en exposant, introduits par l'outil «  Source ») sont à placer entre la fin de phrase et le point final[comme ça].
- Les liens internes (vers d'autres articles de Wikipédia) sont à choisir avec parcimonie. Créez des liens vers des articles approfondissant le sujet. Les termes génériques sans rapport avec le sujet sont à éviter, ainsi que les répétitions de liens vers un même terme.
- Les liens externes sont à placer uniquement dans une section « Liens externes », à la fin de l'article. Ces liens sont à choisir avec parcimonie suivant les règles définies. Si un lien sert de source à l'article, son insertion dans le texte est à faire par les notes de bas de page.
- La présentation des références doit suivre les conventions bibliographiques. Il est recommandé d'utiliser les modèles {{Ouvrage}}, {{Chapitre}}, {{Article}}, {{Lien web}} et/ou {{Bibliographie}}. Le mode d'édition visuel peut mettre en forme automatiquement les références.
- Insérer une infobox (cadre d'informations à droite) n'est pas obligatoire pour parachever la mise en page.

Pour une aide détaillée, merci de consulter Aide:Wikification.
Si vous pensez que ces points ont été résolus, vous pouvez retirer ce bandeau et améliorer la mise en forme d'un autre article.
 (février 2025).
Urbain Dia Moukouri est un réalisateur camerounais né en 1935 à Douala au Cameroun français,.

## Biographie
Urbain Dia Moukouri a étudié au Conservatoire libre du cinéma français à Paris. En 1965, il réalise son premier film, une comédie dramatique intitulée Point de vue 1,. Il réalise plusieurs courts métrages de 1965 à 1973. Soleil d'avril, son court métrage paru en 1973, bénéficie du soutien du Fonds de Développement de l’Industrie Cinématographique (FODIC), créé par décret N° 73/673, par le président Ahmadou Ahidjo. C'est en 1982 qu'il fait sortir son premier long métrage: La Brûlure. En 1983, paraît son second long métrage, Le Veinard.   

## Filmographie

### Réalisateur[2]
- 1965 : Point de vue 1
- 1966 : Il était une fois deux frères
- 1966 : La Fleur dans le sang
- 1969 : Les couscous
- 1973 : Soleil d'avril
- 1982  : La Brûlure
- 1983 : Le Veinard